# Wittlerbaum

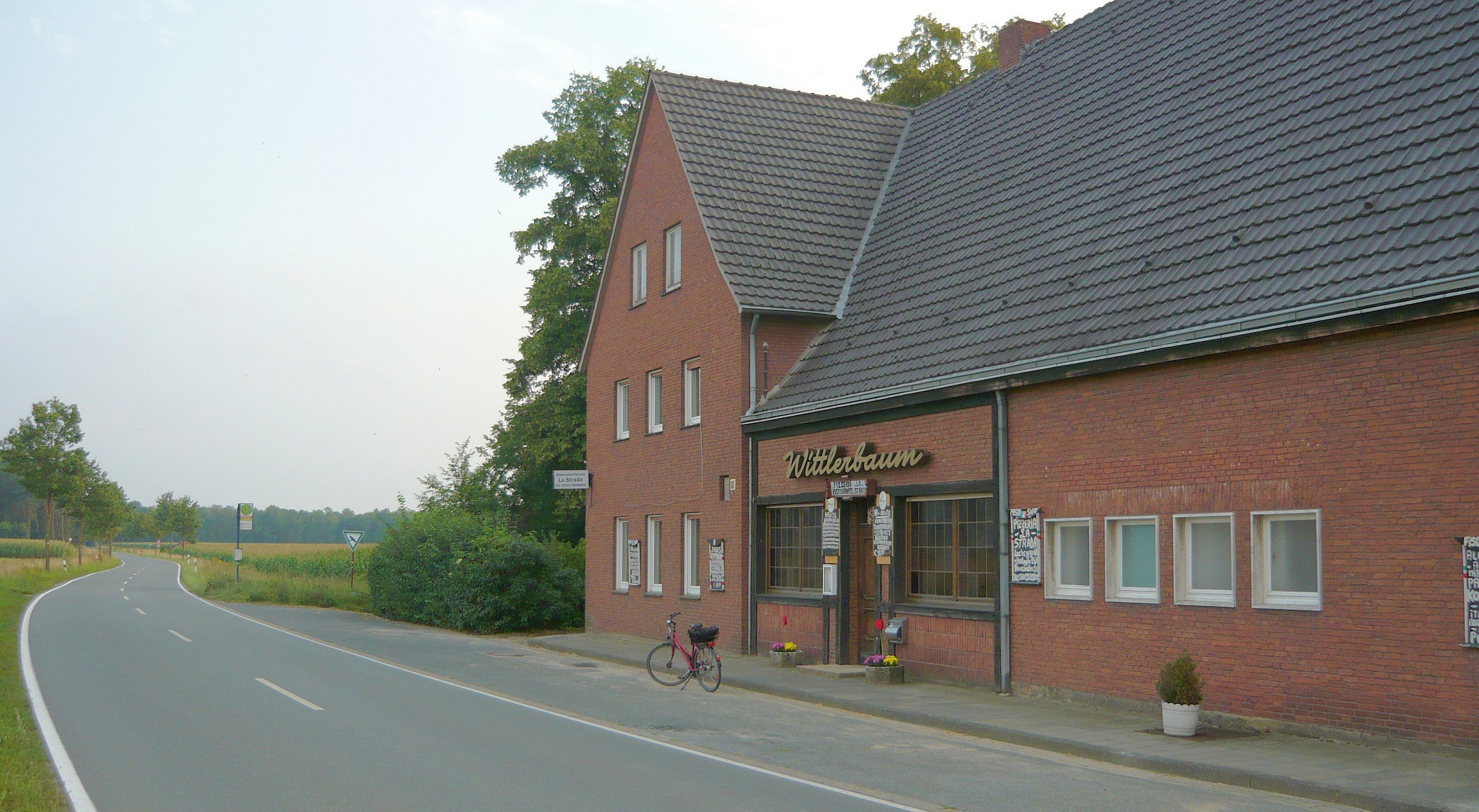
Wittlerbaum 14. August 2009

Wittlerbaum ist ein Landgasthof an der südlichen Stadtgrenze der kreisfreien Stadt Münster in Nordrhein-Westfalen, im Waldgebietes der Davert gelegen. Er liegt an der Landstraße zwischen Amelsbüren und Davensberg. Der Name deutet an, dass hier in unmittelbarer Nähe ursprünglich ein Schlagbaum existierte, an dem Wegzölle eingetrieben wurden. Solche Schlagbäume gab es auch andernorts in der Davert, zum Beispiel den Schimmelbaum bei Ottmarsbocholt oder den Kannenbaum bei Amelsbüren.
Im Wittlerbaum nächtigte am 19. März 1644 der päpstliche Gesandte und spätere Papst Alexander VII., Fabio Chigi, auf dem Weg nach Münster. Dort nahm er an den Verhandlungen zur Beendigung des Dreißigjährigen Krieges teil, die in den Westfälischen Frieden von 1648 mündeten.